# Ђуро Ђапић
Ђуро Ђапић Ђурета (Горњи Бителић, код Сиња, 10. септембар 1920 — близина манастира Пиве, јун 1943) био је учесник Народноослободилачке борбе и народни херој Југославије.

## Биографија
Рођен је 10. септембра 1920. године у подинарском селу Горњи Бителић, у сиромашној српској сељачкој породици. У селу није било основне школе, а због сиромаштва отац га није могао дати да похађа школу у суседном селу већ му је, као најстаријем детету, поверавао послове обраде земље и чувања стоке. Ипак, учио је да пише са својим вршњацима и рођацима. Већ у седамнаестој години почео је да другује с комунистима из Бителића, једног од револуционарних жаришта сињског подручја. Године 1939, постао је секретар омладинске групе свога села. Ступивши у организовани револуционарни покрет, у пролеће 1939. године, с врло добрим успехом, приватно у Сињу, је положио четири разреда основне школе. Непосредно пред напад фашистичких сила на Југославију, Ђуро је ширио утицај Комунистичке партије Југославије међу омладином Бителића.
После капитулације Краљевине Југославије, организовао је и сам учествовао у скупљању оружја и муниције и радио на припремању устанка у свом крају. Средином 1941. године, примљен је у Комунистичку партију Југославије. 9. августа 1941. године, ступио је у Сињски партизански одред са својим друговима. Учествовао у нападу на усташе и кидању линија на цести Сињ-Пролог код Чилаша, и с одредом прешао у Камешницу.
Због страдања Сплитског партизанског одреда код Кошута, партијско руководство Далмације је обзнанило одлуку да се некомпромитовани партизани привремено врате у своја села. Ђуро је остао у групи партизана на Динари, радећи на јачању партијских организација и на ширењу братства и јединства хрватског и српског народа овога краја. Посебан је био његов допринос у упостављању и сталном функционисању веза Сиња с Бителићем и Врдовом због прихваћања нових бораца, нарочито оних из Приморја.
После успешно изведених задатака у селима Подинарја, Ђапић је, одлуком Котарског комитета КПЈ за Сињ, средином децембра 1941. године, постављен за политкомесара Динарске партизанске групе (која се звала и Динарски партизански одред). С њоме се истакао у нападу на италијанску колону, 3. јануара 1942. године на Чилашу, затим у одбијању напада јаких италијанских снага на слободну територију Динаре, априла 1942. године, и у другим борбама које је водио Средњодалматински партизански одред.
6. септембра 1942. године, формирањем Прве далматинске НОУ бригаде, Ђуро је ушао у састав њеног Првог батаљона и постављен за водника Прве чете. С овом прослављеном далматинском јединицом учествовао је у свим борбама, а истакао се посебно као бомбаш у нападу на Јајце, 26. новембра 1942. године, и у борбама за Прозор, средином фебруара 1943, у време Четврте непријатељске офанзиве. У првом нападу је међу првима, са својом јуришном групом, покидао непријатељску жичану ограду и пробио се у град.
Крајем маја 1943. године, у борбама код манастира Пиве је био тешко рањен у ногу и, непокретан, пребачен у Централну болницу, која се кретала с Трећом дивизијом НОВЈ. Неколико дана касније, између 10. и 12. јуна 1943. године, међу многим рањеницима НОВЈ немачки фашисти су убили тешко рањеног и непокретног Ђуру Ђапића Ђурету.
Указом Президијума Народне скупштине Федеративне Народне Републике Југославије, 20. децембра 1951. године, проглашен је за народног хероја.

## Породица
Цела Ђурина породица учествовала је у Народноослободилачком покрету. Оца су му италијански фашисти ухватили у селу Хрваце, у пролеће 1942. године, где је ишао по партијском задатку и одвели у концентрациони логор. Мајка Боја му је погинула у провођењу једног од многих каравана по Динари, у зиму 1943. године. Сестра Милица, борац Треће далматинске ударне бригаде, погинула је у јуришу.